# NGC 6733
NGC 6733 est une vaste galaxie lenticulaire barrée située dans la constellation du Paon. Sa vitesse par rapport au fond diffus cosmologique est de 4 855 ± 32 km/s, ce qui correspond à une distance de Hubble de 71,6 ± 5,0 Mpc (∼234 millions d'al). NGC 6733 a été découverte par l'astronome britannique John Herschel en 1834.
À ce jour, quatre mesures non basées sur le décalage vers le rouge (redshift) donnent une distance égale à 68,100 ± 12,370 Mpc (∼222 millions d'al), ce qui est à l'intérieur des valeurs de la distance de Hubble.

## Groupe d'IC 4765
Selon A. M. Garcia NGC 6733 fait partie du groupe d'IC 4765. Ce groupe de galaxies renferme au moins 31 membres dont trois du New General Catalogue et 19 de l'Index Catalogue.